# جي ين نام
جي ين نام (بالهانغل: 지윤남، وبالهانجا: 志尹南. ولد في 20 نوفمبر، 1976 في بيونغيانغ) لاعب كرة قدم كوري شمالي يلعب حاليًا لصالح نادي 25 أبريل الكوري الشمالي.

## روابط خارجية
- جي ين نام على موقع الاتحاد الدولي (مؤرشف)  (الإنجليزية)
- جي ين نام على موقع قاعدة بيانات كرة القدم.إي يو (الإنجليزية)
- جي ين نام على موقع ناشيونال فوتبول تيمز (الإنجليزية)
- جي ين نام على موقع عالم كرة القدم.نت (الإنجليزية)